# Persone di nome Charlie
| Questa pagina contiene informazioni ricavate automaticamente dalle voci biografiche con l'ausilio del template Bio e di un bot. L'aggiornamento è periodico e automatico e ricostruisce completamente la pagina. Se manca una persona in questa lista, sei pregato di non aggiungerla, ma accertati piuttosto che la sua voce biografica contenga il template Bio e che i dati anagrafici siano correttamente compilati. Se il template Bio manca, inseriscilo tu stesso o, in alternativa, metti l'avviso {{tmp\|Bio}} che ne segnala la mancanza. Se i dati riportati sono sbagliati, correggi direttamente la voce biografica; le modifiche saranno visibili in questa lista entro pochi giorni. Per chiarimenti vedi il progetto antroponimi. La lista contiene solo le 102 persone che sono citate nell'enciclopedia e per le quali è stato implementato correttamente il template Bio. Pagina aggiornata al 6 ago 2025. |

Questa è una lista di persone presenti nell'enciclopedia che hanno il nome Charlie, suddivise per attività principale.

## Allenatori di calcio(1)
- Charlie Mitchell, allenatore di calcio e ex calciatore scozzese (Paisley, n. 1948)

## Allenatori di football americano(1)
- Charlie Frye, allenatore di football americano e ex giocatore di football americano statunitense (Norwalk, n. 1981)

## Armonicisti(1)
- Charlie McCoy, armonicista e chitarrista statunitense (Oak Hill, n. 1941)

## Attori(18)
- Charlie Barnett, attore statunitense (Sarasota, n. 1988)
- Charlie Bewley, attore britannico (Londra, n. 1981)
- Charlie Brumbly, attore statunitense (Rock Falls)
- Charlie Callas, attore e comico statunitense (Brooklyn, n. 1924 - Las Vegas, † 2011)
- Charlie Carver, attore statunitense (San Francisco, n. 1988)
- Charlie Cox, attore britannico (Londra, n. 1982)
- Charlie Dupont, attore belga (Tournai, n. 1971)
- Charlie Gillespie, attore, cantante e chitarrista canadese (Dieppe, n. 1998)
- Charlie Hall, attore inglese (Birmingham, n. 1899 - North Hollywood, † 1959)
- Charlie Heaton, attore britannico (Leeds, n. 1994)
- Charlie Hofheimer, attore statunitense (Brooklyn, n. 1981)
- Charlie McDermott, attore statunitense (West Chester, n. 1990)
- Charlie Plummer, attore statunitense (Poughkeepsie, n. 1999)
- Charley Scalies, attore statunitense (Filadelfia, n. 1940 - Phoenixville, † 2025)
- Charlie Sheen, attore statunitense (New York, n. 1965)
- Charlie Shotwell, attore statunitense (Madison, n. 2007)
- Charlie Stewart, attore statunitense (Las Vegas, n. 1993)
- Charlie Vickers, attore australiano (Melbourne, n. 1992)

## Attori teatrali(1)
- Charlie Stemp, attore teatrale, cantante e ballerino inglese (Londra, n. 1993)

## Attrici pornografiche(1)
- Charlie Laine, attrice pornografica e modella statunitense (Marion, n. 1984)

## Bassisti(1)
- Charlie Jones, bassista britannico (Bristol, n. 1965)

## Batteristi(3)
- Charlie Benante, batterista statunitense (Bronx, n. 1962)
- Charley Drayton, batterista, polistrumentista e compositore statunitense (New York, n. 1965)
- Charlie Quintana, batterista statunitense (El Paso, n. 1962 - Cancún, † 2018)

## Calciatori(20)
- Charlie Adam, ex calciatore scozzese (Dundee, n. 1985)
- Charlie Aitken, calciatore scozzese (Gorebridge, n. 1932 - † 2008)
- Charlie Colkett, calciatore inglese (Newham, n. 1996)
- Charlie Cooke, ex calciatore e allenatore di calcio scozzese (St Monans, n. 1942)
- Charlie Cresswell, calciatore inglese (Preston, n. 2002)
- Charlie Cros, calciatore francese (Saint-Ambroix, n. 1912)
- Charlie Daniels, ex calciatore inglese (Harlow, n. 1986)
- Charlie Gallagher, calciatore irlandese (Glasgow, n. 1940 - † 2021)
- Charlie Hurley, calciatore e allenatore di calcio irlandese (Cork, n. 1936 - Cork, † 2024)
- Charlie Miller, ex calciatore scozzese (Glasgow, n. 1976)
- Charlie Mulgrew, ex calciatore scozzese (Glasgow, n. 1986)
- Charlie Muscat, calciatore maltese (n. 1963 - † 2011)
- Charlie Otainao, calciatore e giocatore di calcio a 5 salomonese (n. 1992)
- Charlie Patino, calciatore inglese (Watford, n. 2003)
- Charlie Paynter, calciatore e allenatore di calcio inglese (Swindon, n. 1879 - Londra, † 1970)
- Charlie Roberts, calciatore inglese (Darlington, n. 1883 - Chorlton-on-Medlock, † 1939)
- Charlie Trafford, ex calciatore canadese (Calgary, n. 1992)
- Charlie Uhrle, calciatore samoano americano (n. 1992)
- Charlie Vindehall, calciatore svedese (n. 1996)
- Charlie Wallace, calciatore inglese (Southwick, n. 1885 - † 1970)

## Cantanti(4)
- Charlie Dominici, cantante statunitense (Brooklyn, n. 1951 - † 2023)
- Charlie Huhn, cantante e chitarrista statunitense (Grand Rapids, n. 1956)
- Raphael Saadiq, cantante, musicista e produttore discografico statunitense (Oakland, n. 1966)
- Charlie Yeung, cantante, attrice e regista taiwanese (Taipei, n. 1974)

## Cantautori(1)
- Charlie Winston, cantautore britannico (Bungay, n. 1978)

## Cestisti(6)
- Charlie Bell, ex cestista e allenatore di pallacanestro statunitense (Flint, n. 1979)
- Charlie Fernandez, cestista italiano (Milano, n. 1983)
- Charlie Sien, cestista, allenatore di pallacanestro e arbitro di pallacanestro singaporiano (n. 1910 - † 1984)
- Charlie Villanueva, ex cestista statunitense (Queens, n. 1984)
- Charlie Ward, ex cestista, ex giocatore di football americano e allenatore di football americano statunitense (Thomasville, n. 1970)
- Charlie Westbrook, ex cestista statunitense (Milwaukee, n. 1989)

## Chitarristi(4)
- Charlie Burchill, chitarrista, polistrumentista e compositore britannico (Glasgow, n. 1959)
- Charlie Christian, chitarrista statunitense (Bonham, n. 1916 - New York, † 1942)
- Charlie Griffiths, chitarrista britannico (Londra, n. 1975)
- Charlie Whitney, chitarrista britannico (Skipton, n. 1944)

## Circensi(1)
- Charlie Rivel, circense spagnolo (Cubelles, n. 1896 - Sant Pere de Ribes, † 1983)

## Compositori(2)
- Charlie Daniels, compositore, violinista e chitarrista statunitense (Wilmington, n. 1936 - Nashville, † 2020)
- Charlie Smalls, compositore e paroliere statunitense (Queens, n. 1943 - † 1987)

## Danzatori su ghiaccio(1)
- Charlie White, ex danzatore su ghiaccio statunitense (Royal Oak, n. 1987)

## Filosofi(1)
- Charlie Dunbar Broad, filosofo e storico inglese (Harlesden, n. 1887 - † 1971)

## Fotografi(1)
- Charlie Cole, fotografo statunitense (Bonham, n. 1955 - Bali, † 2019)

## Giocatori di baseball(1)
- Charlie Hudson, ex giocatore di baseball statunitense (Ada, n. 1949)

## Giocatori di football americano(6)
- Charlie Davis, ex giocatore di football americano statunitense (Wortham, n. 1951)
- Charlie Heck, giocatore di football americano statunitense (n. 1996)
- Charlie Jones, giocatore di football americano statunitense (Deerfield, n. 1998)
- Charlie Kolar, giocatore di football americano statunitense (Norman, n. 1999)
- Charlie Stukes, ex giocatore di football americano statunitense (Chesapeake, n. 1943)
- Charlie Woerner, giocatore di football americano statunitense (Tiger, n. 1997)

## Illustratori(2)
- Charlie Kiefer, illustratore e fumettista francese (Ermont, n. 1927 - Caen, † 2012)
- Charlie Mackesy, illustratore, pittore e scultore inglese (Northumberland, n. 1962)

## Imprenditori(1)
- Charlie Cheever, imprenditore e informatico statunitense (Pittsburgh, n. 1981)

## Militari(1)
- Charles Alvin Beckwith, militare statunitense (Atlanta, n. 1929 - Austin, † 1994)

## Musicisti(3)
- Charlie Colin, musicista e bassista statunitense (Newport Beach, n. 1966 - Bruxelles, † 2024)
- Charlie Kosei, musicista giapponese (Kōbe, n. 1950)
- Charlie Musselwhite, musicista e armonicista statunitense (Kosciusko, n. 1944)

## Nuotatori(1)
- Charlie Hawke, nuotatore australiano (Newcastle, n. 2002)

## Piloti automobilistici(2)
- Charlie Eastwood, pilota automobilistico irlandese (Belfast, n. 1995)
- Charlie Wurz, pilota automobilistico austriaco (Monte Carlo, n. 2005)

## Pistard(1)
- Charlie Tanfield, pistard e ciclista su strada britannico (Great Ayton, n. 1996)

## Politici(1)
- Charlie Rose, politico statunitense (Fayetteville, n. 1939 - Albertville, † 2012)

## Produttori discografici(1)
- Charlie Bauerfeind, produttore discografico tedesco (Erlangen, n. 1963)

## Registi(2)
- Charlie Ahearn, regista, artista e scrittore statunitense (Binghamton, n. 1951)
- Charlie McDowell, regista e sceneggiatore statunitense (Los Angeles, n. 1983)

## Rugbisti a 15(4)
- Charlie Ewels, rugbista a 15 britannico (Bournemouth, n. 1995)
- Charlie Faumuina, rugbista a 15 neozelandese (Auckland, n. 1986)
- Charlie Hore, ex rugbista a 15 neozelandese (Dunedin, n. 1976)
- Charlie Ngatai, rugbista a 15 neozelandese (Gisborne, n. 1990)

## Sassofonisti(2)
- Charlie Barnet, sassofonista, direttore d'orchestra e compositore statunitense (New York, n. 1913 - San Diego, † 1991)
- Charlie Mariano, sassofonista statunitense (Boston, n. 1923 - Colonia, † 2009)

## Sciatori alpini(2)
- Charlie Bergendahl, ex sciatore alpino svedese (Falun, n. 1977)
- Charlie Raposo, ex sciatore alpino britannico (n. 1996)

## Scrittori(1)
- Charlie Williams, scrittore inglese (Worcester, n. 1971)

## Taekwondoka(1)
- Charlie Maddock, taekwondoka britannica (Stoke-on-Trent, n. 1995)

## Velisti(1)
- Charlie Buckingham, velista statunitense (Newport Beach, n. 1989)

## Velocisti(1)
- Charlie Dobson, velocista britannico (Colchester, n. 1999)